# نادي ليستون
نادي ليستون (بالإنجليزية: .Leiston F.C)‏ هو نادي كرة قدم بريطاني أٌسس عام 1880. يلعب النادي في دوري إسثميان.